# Рудерсдаль (муніципалітет)
Рудерсдаль (дан. Rudersdal) — муніципалітет у регіоні Столичний регіон королівства Данія. Площа — 73.4 квадратних кілометрів. Адміністративний центр муніципалітету — місто Гольте.

## Населення
У 2012 році населення муніципалітету становило 54 630 осіб.